# Reading (Massachusetts)
Reading ist eine Kleinstadt im Middlesex County des Bundesstaats Massachusetts in den Vereinigten Staaten. Das U.S. Census Bureau hat bei der Volkszählung 2020 eine Einwohnerzahl von 25.518 ermittelt. Die Siedlung ist Teil der Metropolregion Greater Boston.

## Geschichte
Viele der ursprünglichen Siedler der Massachusetts Bay Colony kamen in den 1630er Jahren aus England über die Häfen von Lynn und Salem. Im Jahr 1639 baten einige Bürger von Lynn die Regierung der Kolonie um einen Platz für eine Binnenplantage. Ihnen wurden zunächst sechs Quadratmeilen zugestanden, denen weitere vier folgten. Die erste Siedlung in diesem Grant wurde zunächst "Lynn Village" genannt und lag am Südufer des "Great Pond", dem heutigen Quannapowitt-See. Am 10. Juni 1644 wurde die Siedlung als Stadt Reading gegründet, die ihren Namen von der Stadt Reading in England übernahm.
Die erste Kirche wurde bald nach der Ansiedlung organisiert, und die erste Gemeinde trennte sich und wurde 1812 zur Stadt South Reading, die sich 1868 in Wakefield umbenannte. Thomas Parker war einer der Gründer von Reading. Er war auch einer der Gründer der 12. Congregational Church (heute First Parish Congregational Church) und diente dort als Diakon. Er war ein Abgeordneter von Reading und wurde zum Justizkommissar ernannt.
Eine besondere Bewilligung im Jahr 1651 fügte der Stadt Reading Land nördlich des Ipswich River hinzu. Im Jahr 1853 wurde dieses Gebiet zur separaten Stadt North Reading.

## Demografie
Laut einer Schätzung von 2019 leben in Reading 25.400 Menschen. Die Bevölkerung teilt sich im selben Jahr auf in 92,7 % Weiße, 0,4 % Afroamerikaner, 4,4 % Asiaten und 1,3 % mit zwei oder mehr Ethnizitäten. Hispanics oder Latinos aller Ethnien machten 3,0 % der Bevölkerung aus. Das mittlere Haushaltseinkommen lag bei 132.731 US-Dollar und die Armutsquote bei 2,8 %.

## Infrastruktur
Reading liegt in der Nähe der Kreuzung der Interstate 93 und der Interstate 95/Massachusetts Route 128 im Norden von Boston. Über die Massachusetts Bay Transportation Authority ist Boston per Bahn und Bus zu erreichen.

## Söhne und Töchter der Stadt
- Alexander Carlton Hodson (1906–1996), Entomologe und Professor
- Jamie Cerretani (* 1981), Tennisspieler
- Joe Whitney (* 1988), Eishockeyspieler